# Берегова охорона Норвегії
Норвезька берегова охорона (норв. Kystvakten) є морською військовою силою, яка є частиною Королівського норвезького військово-морського флоту. Відповідальність берегової охорони — це інспекція рибгосподарства, митний правопорядок, прикордонний контроль, правозастосування, судноплавна інспекція, охорона довкілля, а також пошук та рятування. Вона діє по всій Норвегії — 2,385,178 квадратних кілометрів (920,922 кв. миль) виключної економічної зони (ВЕЗ), внутрішніх вод та територіальних вод. Штаб-квартира розташована на військово-морській базі Сортланд. У 2013 році Берегова охорона мала 370 працівників, у тому числі призовників, а бюджет — 1 мільярд норвезьких крон.
Сила поділяється на три основні підрозділи. Зонішня берегова охорона охоплює ВЕЗ і складається з трьох морських патрульних суден класу NORDKAPP, трьох морських патрульних суден класу Barentshav, а також Олесунн, Шпіцберген і Харстад. Внутрішня берегова охорона складається з п'яти патрульних суден класу Norneni одного класу Reine. Берегова охорона має авіаційну підтримку патрульних літаків P-3 Orion та вертольотів Westland Lynx, котрі експлуатуються Королівськими авіалініями Норвегії. Westland Lynx поступово звільняється з норвезької служби і замінюється NH90.
Берегова охорона має свою основу в службі спостереження за рибним господарством, яка була створена в 1908 році. Це була спільна військова і цивільна операція; вона орендувала риболовецькі судна під час сезону для доповнення великих суден із флотом. Це було перетворено на Військовий риболовний нагляд в 1961 році. Берегова охорона була заснована 1 квітня 1977 року, того ж року, коли Норвегія окреслила її ВЕЗ. Реструктуризація призвела до постачання вертольотів Nordkapp-class і Lynx. Внутрішня берегова охорона була заснована в 1996 році. Берегова охорона бере участь у війні в Перській затоці 1990—1991 років та знищенні сирійської хімічної зброї в 2014 році.

## Юрисдикція та можливості

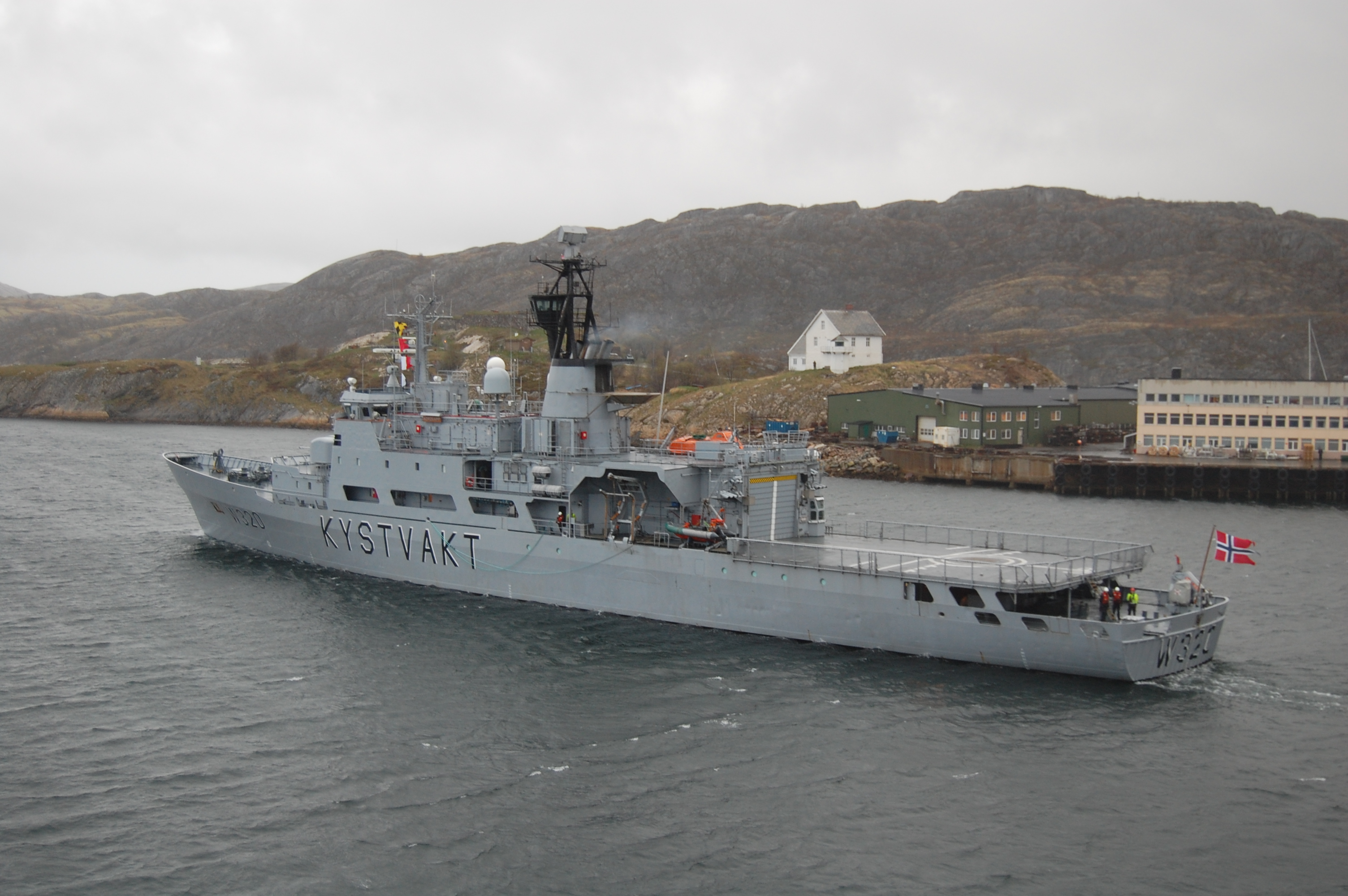
NoCGV Nordkapp

Основним завданням берегової охорони є затвердження та підтримка норвезького суверенітету над її внутрішніми водами, територіальними водами та винятковою економічною зоною (ВЕЗ). Її структура зосереджена на ролі у мирний час з судовою базою в Законі про берегову охорону (норв. Kystvaktloven) 1997 року. Вона зазначає, що авторитет берегової охорони лежить на первинному агентстві, відповідальному за ситуацію, і повноваження берегової охорони доповнюють це. Проте, Берегова охорона також має ряд незалежних можливостей, в яких вона може вживати заходів без зовнішньої інструкції. Цей акт також надає прикордонній охороні юрисдикцію у відповідних обставинах.
Берегова охорона зосереджується на наданні послуг різним державним установам. До них належать Адміністрація прибережної смуги, органи митної служби, акцизний департамент, Директорія рибного господарства, Агентство з довкілля, Інститут морських досліджень, Картографічне управління, ВМФ та Служба поліції. Це надає Береговій охороні ряд прав контролю, включаючи митний та прикордонний контроль для Шенгенської зони.
Найбільш масштабна робота проводиться щодо рибальства. Це передбачає як перевірку, так і допомогу. Допомога риболовецьким суднам та іншим суднам у морі включає в себе пожежу, включаючи використання водних гармат та димові водолази; видалення сторонніх предметів у морі; і механічну допомогу, допомогу водолазникам та буксирування суден, які зазнали руйнування двигуна. Офшорні судна також оснащені обладнанням для зберігання розливів нафти.
Берегова охорона є однією з багатьох агентств, які можуть бути залучені до пошукових та рятувальних служб (SAR). Вся така діяльність координується операційним центром відповідного поліцейського округу або спільними центрами координації рятувальних служб у Південній Норвегії та Північній Норвегії відповідно.

## Структура
Норвезька берегова охорона — це формування Королівського норвезького флоту. Її очолює інспектор норвезької берегової охорони, який підпорядкований Генеральному інспектору королівського Норвезького флоту. Берегова охорона є однією з двох морських утворень ВМФ, інша — норвезький флот. Вони поділяють наземні допоміжні функції, такі як військово-морські бази та академії.

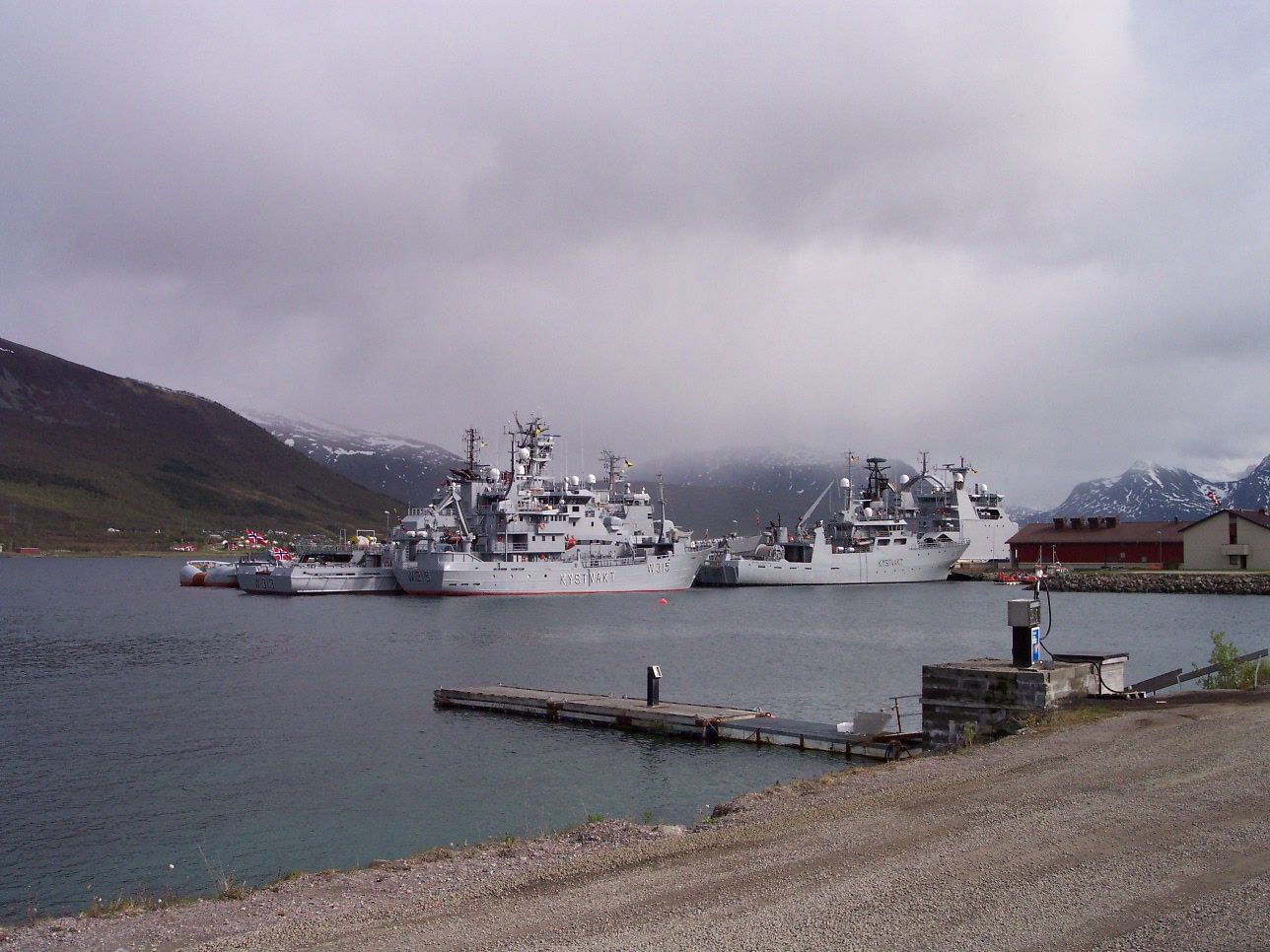
Судна берегової охорони на військово-морській базі Сортланд

Берегова охорона мала свою команду і оперативну штаб-квартиру в морській базі Сортланд в центрі міста Сортланд. Він має вторинну базу в Хаконсверні в Бергені, що є основною базою ВМФ. Берегова охорона використовує чотири спільні військово-морські школи, Норвезьку військово-морську академію в Бергені, RNoMS Tordenskjold в Haakonsvern, RNoMS Harald Hårfagre в Ставангері та шкільні факультети офіцерів флоту в Бергені.
На відміну від решти Військово-морського флоту, Берегова охорона має деякі свої судна, що належать і частково експлуатуються приватними підрядниками. Чотири судна, які знаходяться в класі Баренцева та клас Рейне, належать Remøy Management. Компанія «Fosnavag» орендує судна за 160 мільйонів норвезьких крон на рік в Береговій гвардії. Це включає в себе всю відповідальність за обслуговування та експлуатацію камбузу та машинного приміщення. Олесунн належить Fosnavåg судноплавство, в той час як Nornen-клас знаходиться в спільному володінні Remøy Management і Remøy Shipping.
У 2012 році Берегова охорона здійснила близько 1700 перевірок і випустила попередження про приблизно чверть з них. Вона також брала участь у 171 пошуково-рятувальних місії. У 2013 році він отримав дохід у розмірі 1,027 мільйонів норвезьких доларів. У цьому році в ньому працювало 829 співробітників, що складалося з 382 військових, 18 цивільних службовців та 429 військовослужбовців. Було зроблено 3812 патрульних днів і налітано 599 вертоліт-годин. Берегове охоронне судно має два екіпажі, які чергуються між тим, що знаходяться на морі та знаходяться у відпустці.

## Обладнання

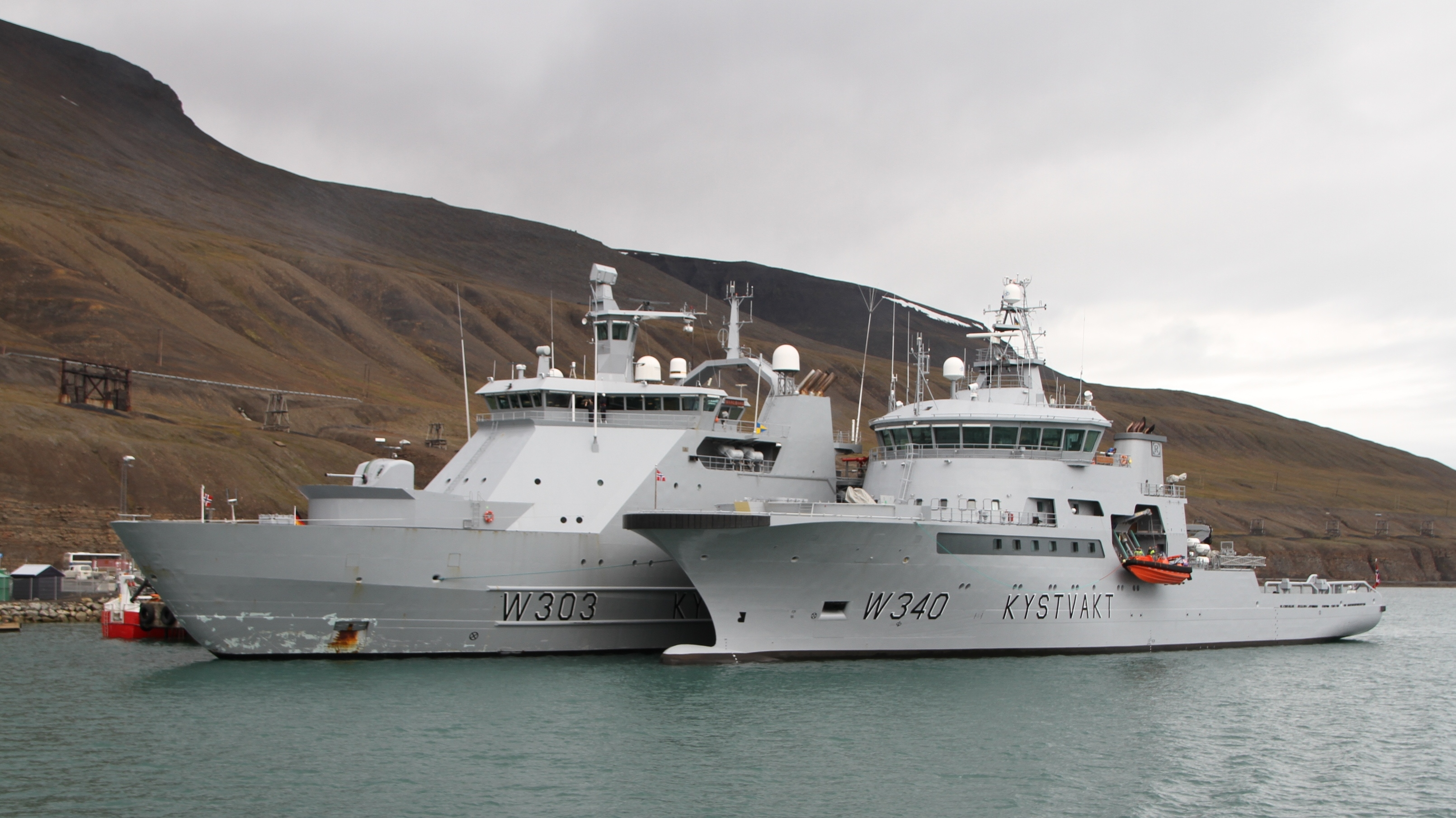
NoCGV Svalbard (W303) та Barentshav (W340) в Лонг'їрі

Флот складається з п'ятнадцяти суден; дев'ять — частина зовнішньої берегової охорони, а шість — частина Внутрішньої берегової охорони. Берегова охорона сама не експлуатує жодного літального апарата; замість цього вони керуються Королівськими Норвезькими ВПС або приватними підрядниками.

### Судна зовнішнього берегового охорони
NoCGV Svalbard (W303) — це найбільше морське патрульне судно та єдиний криголам у флоті. Оскільки більшість норвезьких вод не замерзають, немає інших судин, які потребують цього атрибуту. Свальбард має водотоннажність 3775 тонн і загальну довжину 103,7 метра (340 футів). Він має доповнення 48, озброєний 57-мм гарматою Bofors і може перевозити два вертольоти. Воно переважно обслуговує Свальбард і навколишні води.
Берегова охорона має три морських патрульних судна класу NORDKAPP — Nordkapp (W320), Senja (W321) і Andenes (W322). Вони переважно використовуються в Баренцевому морі. Вони мають робочий об'єм 3200 тонн і загальну довжину 105 метрів (344 футів). Вони можуть працювати на 21 вузлі (39 км/год, 24 милі в годину), а екіпаж — 50. Вони озброєні гарматами 57 мм, а також чотирма 20-мм гарматами. Вони мають місце для одного вертольота та оснащені двома торпедними трубами.

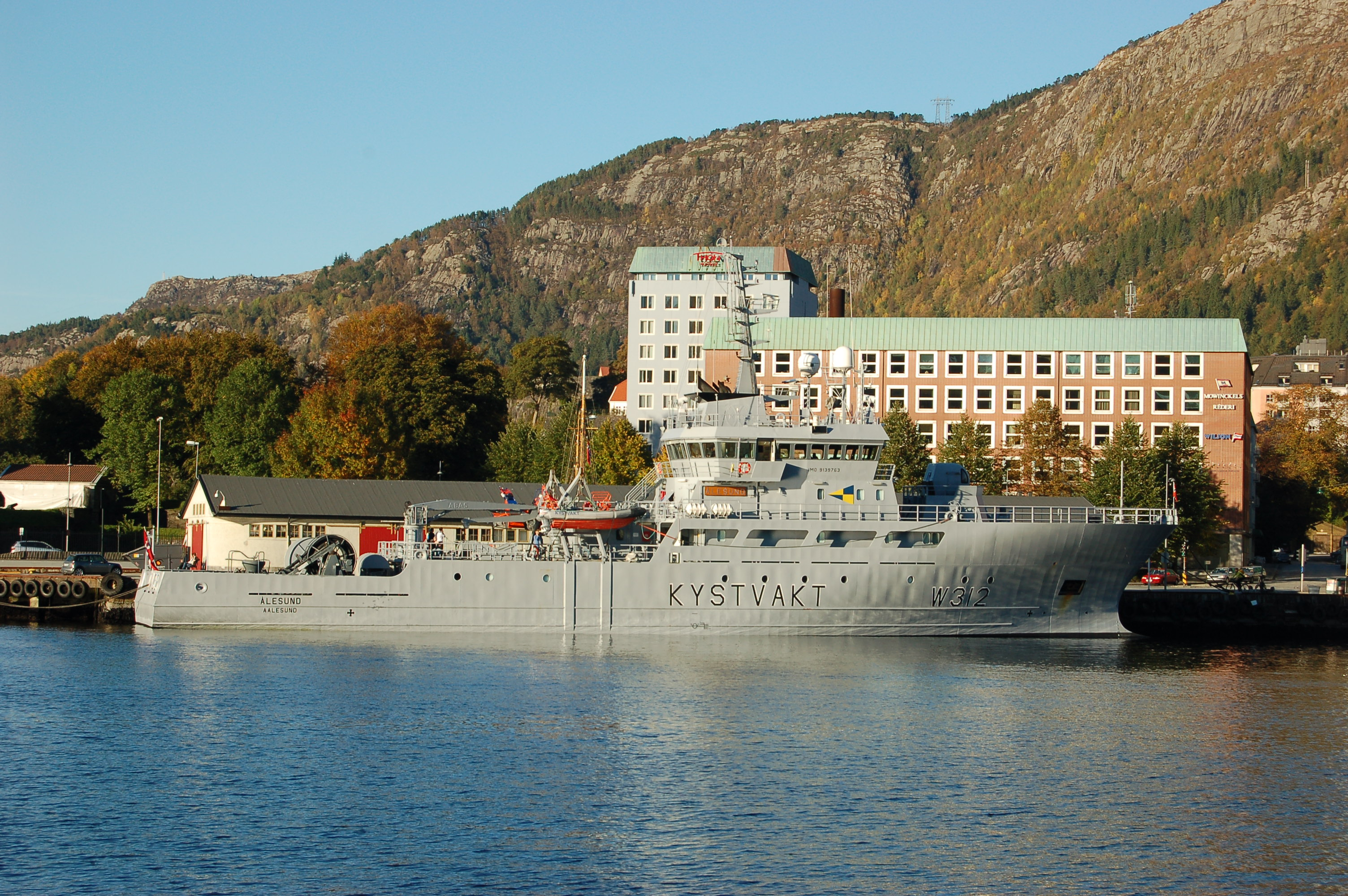
Причал NoCGV Tor в Бергені

Barentshav-class складається з трьох суден — Barentshav (W340), Bergen (W341) і Sortland (W342). У порівнянні зі старими моделями вони оснащені більш широким обладнанням для захисту від розливу нафти. Доповнені великими можливостями пожежогасіння та буксирування, вони створені для доцільного реагування на корабельну аварію. Вони мають вантажопідйомністю 4000 тонн, загальною довжиною 94 метри (308 футів) і швидкістю 20 км/год (12 миль/год). Працює на скрапленому природному газі, у них є екіпаж 40.
NoCGV Harstad (W318) в першу чергу розроблений як буксирний човен. Він добре обладнаний для обробки розливів нафти і призначений для обробки як глибокого занурення транспортного засобу і дистанційно керованих транспортних засобів. Він обладнаний 40-мм гарматою Bofors. Харстад має вантажопідйомність 3130 тонн, довжину 83 метри (272 фути) і екіпажем 22. Він має винятковий діапазон і використовується для заправки форпостів на Ян-Майєн, Бьорнея і Хопен.
NoCGV Ålesund (W312) — загальнонаціональне морське патрульне судно. Він діє в Південній Норвегії і використовується переважно для інспекції риболовлі в Норвезькому морі. Він має вантажопідйомність 1357 тонн, довжину 63 метрів (207 футів), а екіпаж — від 20 до 25. Він озброєний гарматою 40-мм.

### Судна внутрішньої берегової охорони
Внутрішня берегова охорона управляє п'ять патрульних суден класу Nornen — Nornen (W33), Farm (W331), Heimdal (W332), Njord (W333) і Tor (W334). Вони мають водотоннажність 743 тонни (731 довгих тонн, 819 коротких тонн) та довжину 47,2 метра (155 футів). Вони мають відділення з 20 екіпажів і озброєні кулеметом з культовим кулеметом 12,7 мм. Має 2200-кіловат (3000 кінських сил) дизель-електричні двигуни, що забезпечують максимальну швидкість 16 вузлів (30 км/год, 18 миль/год).

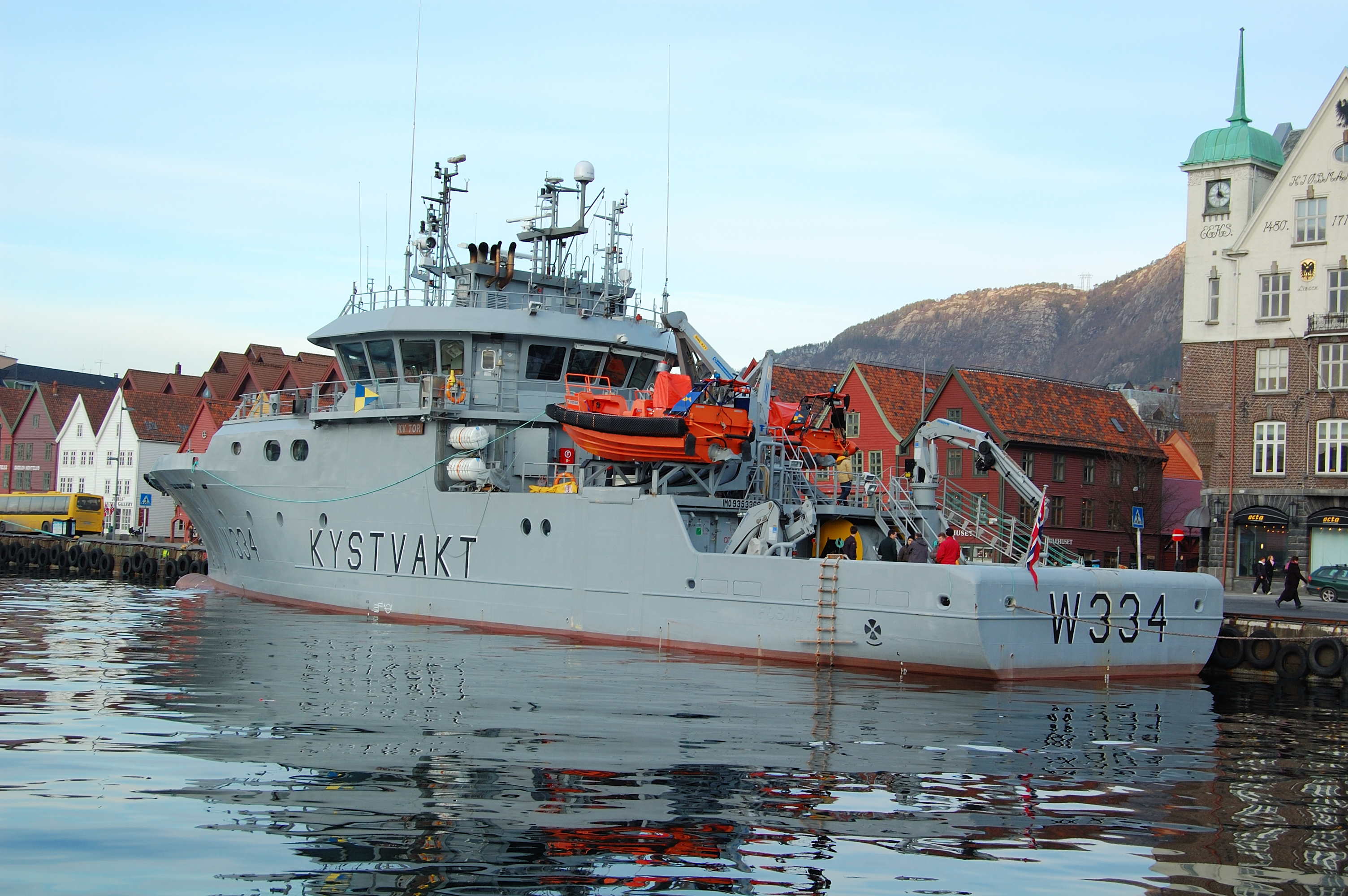
NoCGV Tor в Бергені

Вони доповнені Magnus Lagabøte (W335), одним із двох патрульних суден Класу Рейн. Це трохи збільшена версія на класі Nornen. Він має більш потужний дизель-електричний двигун потужністю 1900 кіловат (3900 кінських сил), довжина 49,6 метра (163 фута), вантажопідйомність 791 тонн (779 тонн, 872 тонн). Він спеціально розроблений, щоб легко обробляти вантажні та вантажні контейнери.

### Літаки
333 ескадрилья використовує шість Lockheed P-3N Orion, протичовнові і морські патрульні літаки. У мирний час їх основною роллю є розвідка та спостереження за допомогою різноманітного обладнання для відстеження даних. Основна перевага Orions полягає в тому, що вони можуть охоплювати дуже велику площу; деякі місії дозволяють контролювати 450 000 квадратних кілометрів (170 000 кв. миль). Під час війни вони будуть використовуватися для боротьби з підводними човнами та розвідкою. Оріони мають діапазон 8000 кілометрів (5000 миль) і знаходяться на авіаційній станції Andøya.

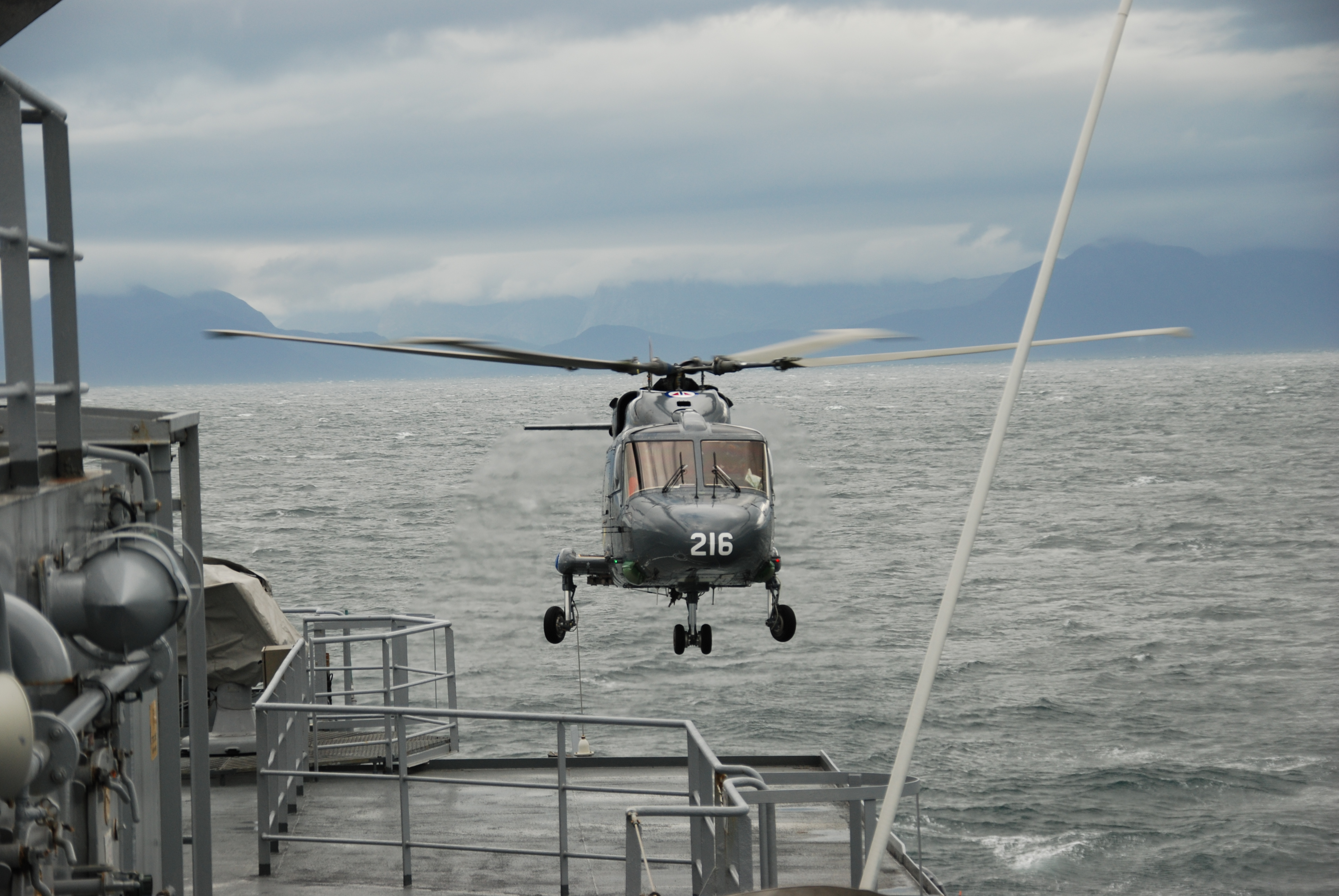
Вертоліт Westland Lynx, що приземлився на Сенья (W321)

Lufttransport експлуатує два літаки Dornier Do 228 з аеропорту Свальбард, Longyear . Вони літають по 400 годин на рік для Берегової охорони для повітряного спостереження за Свальбардом.
У 337 ескадрильї працюють шість вертольотів Westland Lynx Mk 86 для берегової охорони. Вони можуть розташовуватися в класі Nordkapp, в Баренцхаві та на Свальбарді. Вони використовуються для розширення мобільності та ефективності роботи судна. У будь-який момент часу принаймні дві судна берегової охорони мають на борту Lynx, що залишається на дватижневі цикли. Вони переважно використовуються для патрулювання узбережжя від Тромсе, Фіннмарк та Баренцового моря, включаючи моря біля Свальбарду. Lynx доводилося стикатися з технічними проблемами, змушуючи їх часто виходити з ладу. Вертольоти мають діапазон 480 кілометрів (300 миль), 14,6 метра (48 футів) довжиною і мають крейсерську швидкість 222 км/год (138 миль/год).
Норвегія в процесі заміни Lynx на NHIndustries NH90. Замовлено чотирнадцять одиниць, з яких вісім повинні використовуватися з судами берегової охорони. Ще шість будуть використані фрегатами класу Fridtjof Nansen. Експлуатаційні вертольоти більші, довжиною 19,5 метра (64 фути), мають вищу крейсерську швидкість 259 км/год (161 миль / год) і мають поліпшений діапазон 1000 кілометрів (620 миль). Lynxes та NH90s базуються на Air Station Bardufoss.

## Історія

### Попередники
Після розпуску союзу між Норвегією та Швецією в 1905 році виникла дискусія щодо доступу до риболовлі в норвезьких територіальних водах. Переважна проблема полягала в тому, що шведи ловили рибу в норвезьких водах. Норвегія оголосила територіальну воду у 4-морських милі (7 км, 5 миль) в 1906 році і доручила флоту вжити заходів проти будь-яких іноземних суден, щодо промислу в цих водах.
У наступному році англійські рибальські судна почали ловити рибу вздовж узбережжя Фіннмарк. Охорона на той час мала неозброєний корабель, але просила підтримати флот. Ейдсвольд і Хеймдал наступного року були відправлені на допомогу. Перший арешт іноземного судна відбувся в 1911 році, британського траулера поза межами Варангерфьордена. Робота була сезонною і була спільно профінансована Міністерством оборони та Міністерством рибного господарства. З 1914 року це була повністю військова фінансова операція. Пізніше кораблями були Farm і Valkyrje.

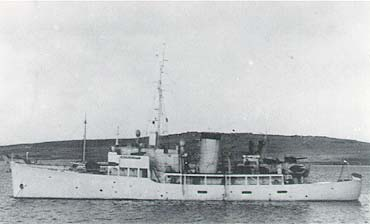
HNoMS Nordkapp з Ісландії між 1940 та 1945 роками

З 1924 року Майкл Сарс також брав участь у цій роботі. Перша спеціальна берегова охорона, Fridtjof Nansen, була введена в експлуатацію в 1930 році. З 1937 року її підтримали два менших судна Nordkapp і Senja. Тим часом було започатковано програму шпигунства для кращого розміщення незаконного промислу. Усі, крім Нордкапа, були затоплені в 1940 році під час Другої світової війни, хоча Сеня була піднята і відремонтована.
Після закінчення війни служби рибогосподарського спостереження були реорганізовані. Ряд китобийних кораблів, які брали участь у арктичних конвоях, були введені в експлуатацію в якості суден спостереження, тоді як флот зосереджувався на мінвайсах. Нагляд було доповнено корветами типу «Флавер». Три фрегати річкового класу були введені в експлуатацію в 1956 році, дозволяючи Nordkapp бути знятим з експлуатації в 1956 році і Сенья через два роки. Корвети, а пізніше і фрегати використовувалися як для огляду рибного господарства, так і в готовності до війни. Отже, вони зазнали високих операційних витрат, були неефективними та мали значну кількість призовників.

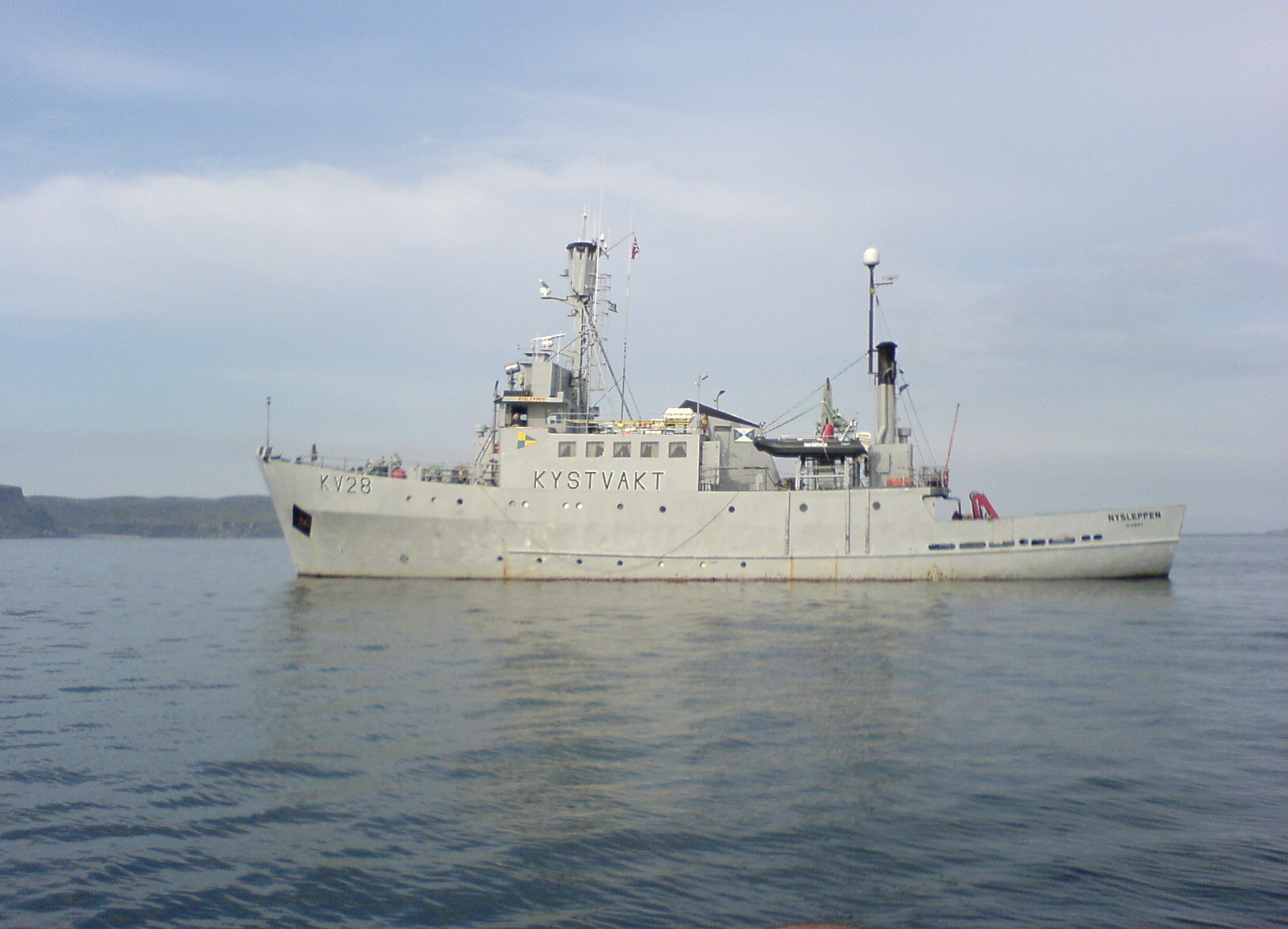
NoCGV Nysleppen був введений в експлуатацію в 1967 році

Міністерство рибного господарства призначило комітет у 1958 році для розгляду цієї організації, і він зробив висновок, що перевірки повинні бути військовою справою. Це призвело до створення Військового риболовного спостереження, яке складалося з трьох ескадр. Два були підпорядковані командуванням ВМС в Північній та Західній Норвегії відповідно, а третій, який служив Ослофьорду, був підпорядкований офісу Осло. Тим часом розпочалася робота з планування нового класу патрульних суден, в результаті якої в 1962 та 1963 роках введено в експлуатацію патрульне судно Farm-class. Вони були доповнені в 1964 році використаними цивільними патрульними суднами класу Andenes.

## Створення
Норвегія з 1 вересня 1961 року розширила свою риболовну зону до 12 морських миль (22 км, 14 миль), хоча вона зберігала старе визначення територіальних вод. Це означало участь Норвегії в Конвенції ООН про морське право, де існує зростаючий консенсус щодо такого підходу. Норвегія підписала Комітет з риболовлі Північно-Східної Атлантики в 1959 році, який набрав чинності з 1970 року. Це встановило загальні правила рибальства в більшій частині Європейської Північної Атлантики та стандартизувало режими перевірки.
Кораблі нагляду здійснювали інспекції протягом риболовного сезону і регулярно виловлювали іноземні судна, використовуючи занадто маленький розмір сітки. Проте, мало суден було контрольовано через відсутність відповідності флоту для завдання. Питання було обговорено в парламенті в 1973 році. Після переговорів з сусідніми країнами були встановлені вільні зони. Норвегія продовжувала працювати над міжнародними угодами, спрямованими на забезпечення ВЕЗ під керівництвом Єнса Евенсена.

Ексклюзивна економічна зона Норвегії

Паралельно з цією роботою уряд почав розглядати нову організацію для риболовного нагляду. Столтенберзька комісія на чолі з Торвальдом Столтенбергом була призначена в квітні 1974 року і опублікувала свою доповідь у червні 1975 року. У Норвегії традиційно існувало сильне негативне ставлення до того, що збройні сили можуть використовуватися проти цивільних осіб. Військове спостереження за рибальством було одним з дуже малих винятків. Було відкинуто декілька організаційних моделей, включаючи цивільне агентство, продовження інтегрованої моделі та віртуальна охорона берегів, що складається з підрозділів різних галузей. Замість цього комісія запропонувала, щоб берегова охорона була організована як окремий підрозділ флотому. Важливим аргументом було уникнути дублювання послуг, таких як оперативна штаб-квартира та військово-морські бази. Тим часом берегова охорона могла б виступати як військова присутність для утвердження суверенітету.
Берегова охорона спочатку була організована двома ескадрами. Розташування гарнізону для Північної Норвегії стало гарячим політичним дебатом. Комісія під чолі з Йоханом Йоргеном Холстом рекомендувала Рамсунн, Сортланд або Харстад, і колишній отримав більшість голосів у парламенті. Уряд продовжив доповідь комісії та заснував норвезьку берегову охорону 1 квітня 1977 року. На цей час у берегової охорони було десять суден у Північній Норвегії, крім сезонного флоту до трьох десятків менших цивільних суден. Чотири судна, всі здані в оренду, використовувалися в Південній Норвегії.
Уряд профінансував установу з 1,4 мільярда норвезьких крон, з яких 1,2 мільярда були використані для нових кораблів. Для 333 ескадри було куплено два нові Оріони P-3B, а Берегова охорона платила погодинну оренду за їх використання в морському нагляді. Нове агентство отримало три нові патрульні судна, що працюють на вертольоті класу Nordkapp. Вони були доставлені в 1981 та 1982 роках. Урядова комісія рекомендувала Sikorsky SH-60 Seahawk, але в кінцевому рахунку була віддана перевага Westland Lynx, завдяки швидкій доставці та зниженню цін. Щоб керувати шістьмома Lynxes, була створена 337 ескадрилья, яка почала функціонувати в 1983 році. Клас Andenes був виведений на пенсію, тоді як судна типу Farm були перебудовані та перебували в експлуатації.

### Ранні операції
Протягом 80-х років Берегова охорона зосередила свою роботу на риболовецькому нагляді. Значна частина цього включала перевірку зон охорони риб навколо Яна Майєна та Свальбарду. Тут були радянські, а пізніше іспанські рибальські судна. Берегова охорона відіграла важливу роль у оцінці кількості вловленої риби. У більшості випадків, коли він виявив невідповідність, агентство видає попередження. У 1988 році було проведено 1,273 інспекції, з яких 21 була спричинена виявленням арешту та 16 — випадками інфікування. Однак письмові застереження були випущені в 268 випадках, і було подано 106 усних застережень.
NoCGV Andenes провели дві дослідні експедиції в Антарктику, в 1984-85 та 1989-90 роках в рамках програми досліджень Про Маре. Він також використовувався для сигналізації територіальної претензії до землі Дроннінг Мод та моря Уедделла. Andenes також брали участь у війні в Перській затоці від Норвегії. Він виступав в якості допоміжного судна з Данського королівського військово-морського флоту фрегата HDMS Olfert Fischer (F355).

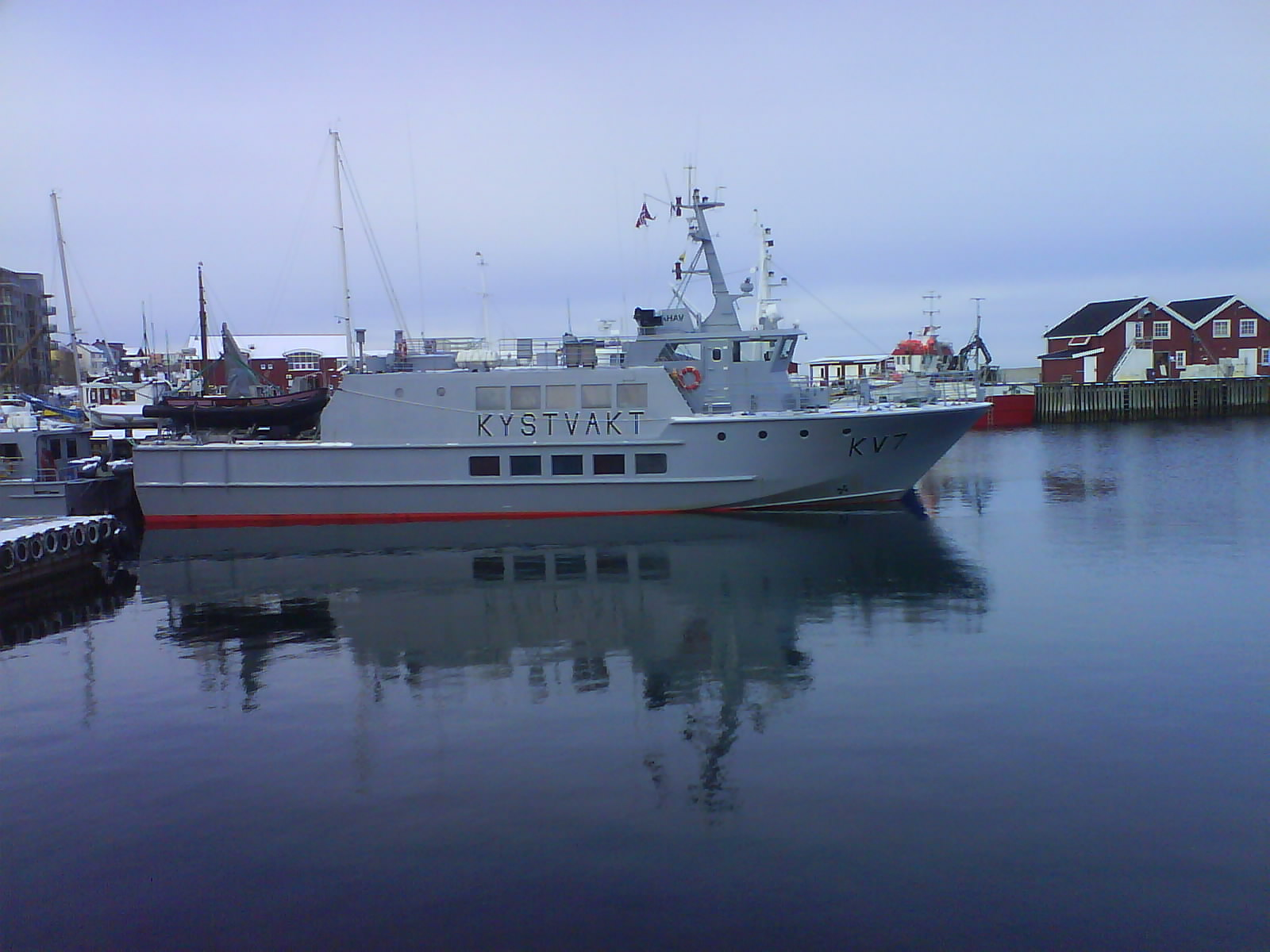
NoCGV Åhav, зараз списаний

Зниження рибного запасу протягом 90-х років призвело до більш суворого поводження з порушеннями. У той же час покращилася співпраця з сусідніми країнами. Гренландські рибалки розпочали риболовлю в рибоохоронних зонах у 1991 році. В обмін на прийняття гренландською стороною норвезького та російського управління запасами Баренцевого моря Гренландія отримала квоти. Це просто посилило конфлікт, коли Ісландія приєдналася до рибальства з 1993 року. Вони стверджували, що захисна зона не була дійсною відповідно до Шпіцбергенського договору. Випуск досяг піку 5 серпня 1994 року, коли Сеня захопив ісландський траулер. У 1997 році Берегова охорона здійснила 2192 перевірок, видала 566 попереджень та вилучила 18 суден.
Після китобійного походу, розпочатого в 1993 році, Берегова охорона була задіяна в ряді сутичок з суднами від Грінпіса та Морського пастуха. Конфлікт з останнім досяг піку в 1994 році зі зіткненням між Andenes і Whales Forever. Після цього інциденту сильна загроза від активістів, що здійснюють боротьбу з китінням, зменшилась.

### Зміна сфери застосування
Після закінчення «холодної війни» виникла дискусія щодо обсягу берегової охорони. Зі зменшенням загрози з боку Росії військово-морський флот вирішив, що зменшить військову роль берегової охорони. Це дозволить норвезькому флоту та прибережній артилерії зосередитися на тренуванні, тоді як Берегова охорона буде зосереджуватися на основних завданнях. Відповідно до тенденцій нового державного управління, уряд хотів запровадити оплату користувачів для берегової охорони. Це могло б задіяти різні цивільні агентства, такі як JCRR, які повинні платити за послуги берегової охорони. Військово-морський флот стверджував, що ключовою роллю берегової охорони є постійна присутність, а рахунок-фактура для використання зменшить його ефективність, оскільки вона має низькі граничні витрати, беручи участь у місіях SAR. У кінцевому користуванні у платіжі було відмовлено..
До кінця 1980-х L-3B Orions ставали застарілими. Тому п'ять було продано Іспанським військово-повітряним силам. Два були модернізовані до стандарту L-3N і було придбано ще чотири нові N-варіанти.
Більшість судів берегової охорони були орендовані, а не належать їм. Це стало продовженням практики спостереження за військовим риболовством. По-перше, вони були випущені на короткострокових контрактах, але з 1994 року замість них використовувалися десятирічні контракти. У рамках цієї угоди було побудовано два нових великих кораблі, Ålesund і Tromsø. Вони були побудовані на основі характеристик берегової охорони та включали обладнання для обробки розливів нафти.
Берегова охорона зазнала серйозної реструктуризації в середині 1990-х років. Колишні служби стали Внутрішньою береговою охороною (Ytre Kysvakt, YKV), тоді як нова внутрішня берегова охорона (Indre Kystvakt, IKV) була створена для патрулювання територіальних вод. Останній був заснований на семи патрульних майданчиках, кожен з яких призначений одним суднам. Новий Закон про берегову охорону був прийнятий у 1997 році і набрав чинності в 1999 році. Це передбачало більш чіткий розподіл ролей між Норвезьким флотом та прибережною артилерією, з одного боку, та Береговою охороною, з іншого. Мета полягала у забезпеченні більш тісної інтеграції берегової охорони та інших цивільних пошуково-рятувальних служб.
Відносини з Росією були складним. У 1993 році Норвезька та російська берегова охорона провела спільну конференцію в Сортланді, і з тих пір, як відбулося спілкування, було проведено кілька конференцій на вищому рівні. Управління в Баренцевому морі підпорядковане Спільній норвезько-російській комісії з рибальства. Проблеми загострилися на початку 2000-х років. У 2002 році російські інспектори сіли на російський корабель, коли його перевіряли норвежці. Через три роки Elektron потрапив в аварію з норвезькими інспекторами на борту.

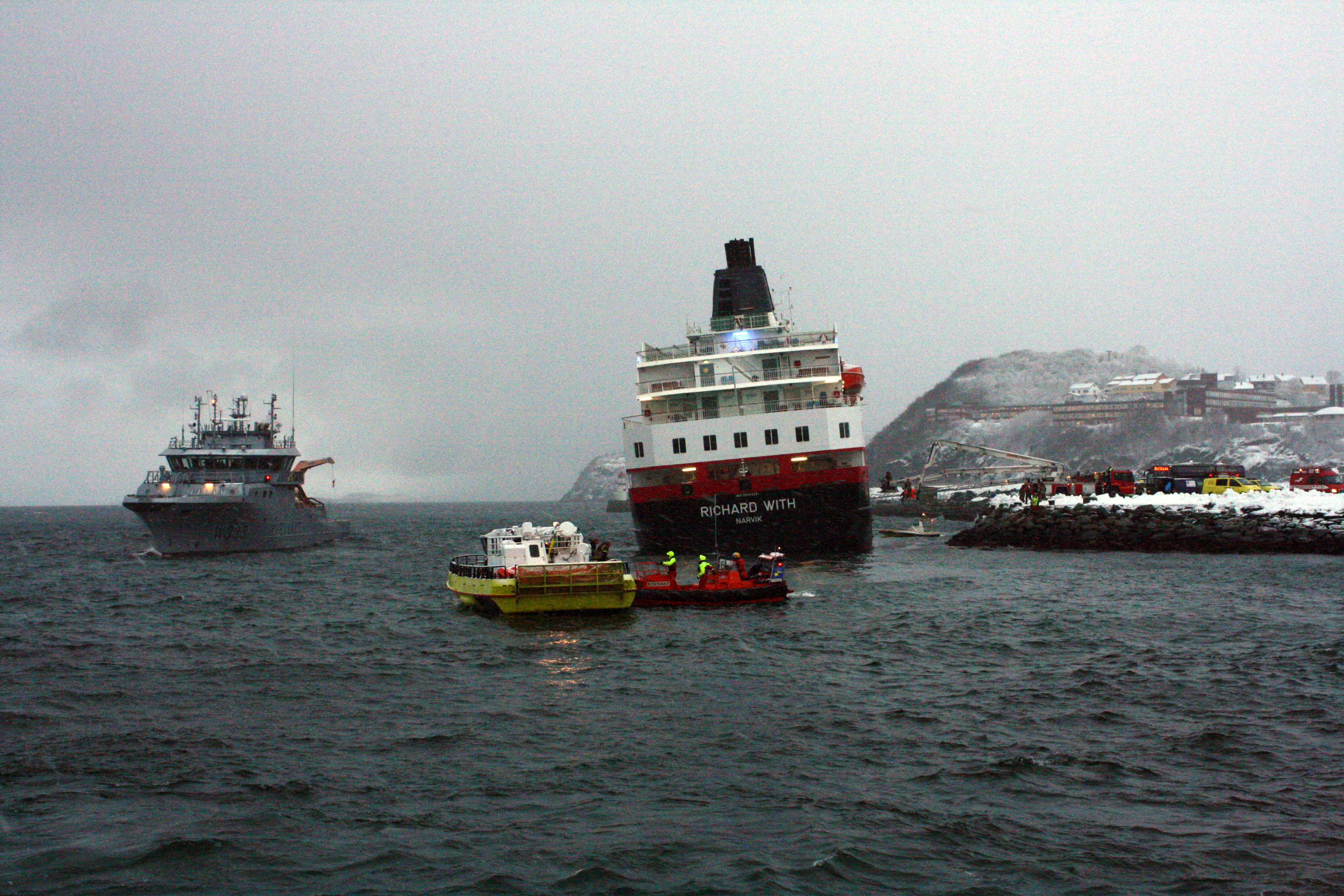
MS Richard в Тронхеймі в 2009 році

Svalbard був введений в експлуатацію в 2002 році в якості першого криголамного судна берегової охорони. Для внутрішньої берегової охорони, п'ять патрульних суден класу Nornen в 2007 і 2008 роках, Harstad був введений в експлуатацію в 2009 році. Норвегія замовила чотирнадцять NH90 у 2001 році. Вісім з них призначалися Береговій охороні, а шість будуть використовуватися на фрегатах класу Fridtjof Nansen. Проте перший вертоліт не був доставлений до листопада 2011 року, а на 2014 рік не було завершено варіантів берегової охорони.
Берегова охорона була реорганізована з 2012 року. Після суперечки щодо нового розташування, два ескадрони були розформовані. Нова структура має головний офіс на морській базі Сортланд. Це дозволяє усім співробітникам, які раніше мали команду в Фортеці Акерсхус в Осло, і ескадронів у сортуванні Сортланд і Хаконсверн. Всі судна згодом були перереєстровані в Сортланд як домашній порт, хоча ті, що базуються в Південній Норвегії, як і раніше, використовують Haokonsvern як свою базу.
У 2010 році військово-морська охорона замовила два патрульних судна класу Reine. Один з них був переданий Берегової охорони в 2013 році. Andenes був відправлений до Середземного моря в травні 2014 року для участі в знищенні сирійської хімічної зброї. Замінивши фрегат Helge Ingstad, Andenes був використаний для супроводу фрахтувальника MV Taiko.